# 李道明 (1962年)
李道明（1962年12月—），江苏高邮人，汉族，中国共产党党员。中华人民共和国政治人物、第十三届全国人民代表大会解放军和武警部队代表、海軍少將軍銜。

## 生平
2018年，李道明被选为解放军和武警部队出席第十三届全国人民代表大会代表。